# Sněžné (ort i Tjeckien, lat 50,34, long 16,28)
Sněžné är en ort i Tjeckien. Den ligger i den nordöstra delen av landet, 130 km öster om huvudstaden Prag. Sněžné ligger 615 meter över havet och antalet invånare är 125.
Terrängen runt Sněžné är kuperad, och sluttar västerut.Runt Sněžné är det glesbefolkat, med 11 invånare per kvadratkilometer. Närmaste större samhälle är Náchod, 11,8 km nordväst om Sněžné. I omgivningarna runt Sněžné växer i huvudsak blandskog.